# Rhinella nicefori
Espèce
Synonymes
- Bufo rostratus nicefori Cochran & Goin, 1970
- Rhamphophryne nicefori (Cochran & Goin, 1970)

Statut de conservation UICN

 EN B1ab(iii)+2ab(iii) : En danger
Rhinella nicefori est une espèce d'amphibiens de la famille des Bufonidae.

## Répartition
Cette espèce est endémique du département d'Antioquia en Colombie. Elle  se rencontre à environ 2 670 m d'altitude sur le versant Est de la cordillère Centrale.

## Étymologie
Cette espèce est nommée en l'honneur de Hermano Nicéforo María.

## Publication originale
- Cochran & Goin, 1970 : Frogs of Colombia. United States National Museum Bulletin, no 288, p. 1-655 (texte intégral).